# Tony Leon
Anthony James Leon (ur. 15 grudnia 1956) – południowoafrykański polityk, wieloletni przewodniczący Partii Demokratycznej i Aliansu Demokratycznego (do 2007), lider opozycji wobec rządów ANC w Zgromadzeniu Narodowym (1999–2007).

## Życiorys
Urodził się w rodzinie o korzeniach żydowskich. W młodości kształcił się w Kearsney College niedaleko Durbanu. W 1974 zaangażował się w działalność w Partii Postępowej (Progressive Party) – jednej z dwóch partii opozycyjnych wobec rządów apartheidu obecncyh w parlamencie. Naukę kontynuował na Wydziale Prawa Uniwersytetu Witwatersrand, gdzie był m.in. przewodniczącym Rady Studentów Prawa oraz wiceprzewodniczącym Rady Przedstawicielskiej Studentów. W 1986 został wykładowcą na Wydziale Prawa Uniwersytetu. W tym samym roku wszedł w skład Rady Miejskiej w Johannesburgu (reprezentował okręg Yeoville) – zostając liderem opozycji w Radzie.
W 1989 po raz pierwszy zasiadł w ławach parlamentu krajowego w Kapsztadzie jako reprezentant okręgu Houghton w Gautengu wybrany z ramienia Partii Demokratycznej (następczyni postępowców). W latach 1990–1994 stał na czele Komisji Prawnej PD, był również doradcą Konwencji na Rzecz Demokratycznej Afryki Południowej (Convention for a Democratic South Africa, CODESA) oraz delegatem do wielopartyjnych negocjacji, które miały doprowadzić do zniesienia apartheidu.
W 1994 ponownie uzyskał mandat w Zgromadzeniu Narodowym. W tym samym roku przedłużono mu kadencję jako przewodniczącemu PD. Pięć lat później na skutek odwrócenia się proporcji między PD a Nową Partią Narodową (PD uzyskała 38 mandatów, NNP 28) został liderem opozycji w Zgromadzeniu Narodowym. W 2004 po raz kolejny zdobył mandat posła. Jako lider opozycji zdecydowanie krytykował rząd Nelsona Mandeli i Thabo Mbekiego za nieumiejętność radzenia sobie z problemami biedy, bezrobocia i AIDS.
26 listopada 2006 ogłosił swoją dymisję ze stanowiska szefa Aliansu Demokratycznego (następcy PD) z początkiem 2007, zachował jednak mandat deputowanego. 6 maja 2007 w roli przewodniczącego AD zastąpiła go Helen Zille.
Obecnie pracuje m.in. jako dziennikarz, publikując w piśmie „Business Day” (m.in. na temat zbliżajązych się wyborów parlamentarnych).
Jest żonaty z Michal Even-Zahav (od 2000). W konkursie na 100 wielkich obywateli RPA organizowanym przez telewizję SABC3 zajął 16 miejsce. W 2008 opublikował swoją biografię „On the Contrary”.